# Skiren (Gärdserums socken, Småland, 645433-152117)
Skiren är en sjö i Åtvidabergs kommun i Småland och ingår i Storåns huvudavrinningsområde. Sjön har en area på 0,427 kvadratkilometer och ligger 63,9 meter över havet. Sjön avvattnas av vattendraget Könserumsån.

## Delavrinningsområde
Skiren ingår i det delavrinningsområde (645456-152103) som SMHI kallar för Ovan 645394-152136. Medelhöjden är 88 meter över havet och ytan är 7,51 kvadratkilometer. Det finns ett avrinningsområde uppströms, och räknas det in blir den ackumulerade arean 30,15 kvadratkilometer. Könserumsån som avvattnar avrinningsområdet har biflödesordning 2, vilket innebär att vattnet flödar genom totalt 2 vattendrag innan det når havet efter 39 kilometer. Avrinningsområdet består mestadels av skog (75 procent) och jordbruk (10 procent). Avrinningsområdet har 0,72 kvadratkilometer vattenytor vilket ger det en sjöprocent på 9,6 procent.